# Bonesia adusta
Bonesia adusta es un coleóptero de la familia Chrysomelidae.
Fue descrita científicamente por primera vez en 1879 por Harold.